# Encíclica

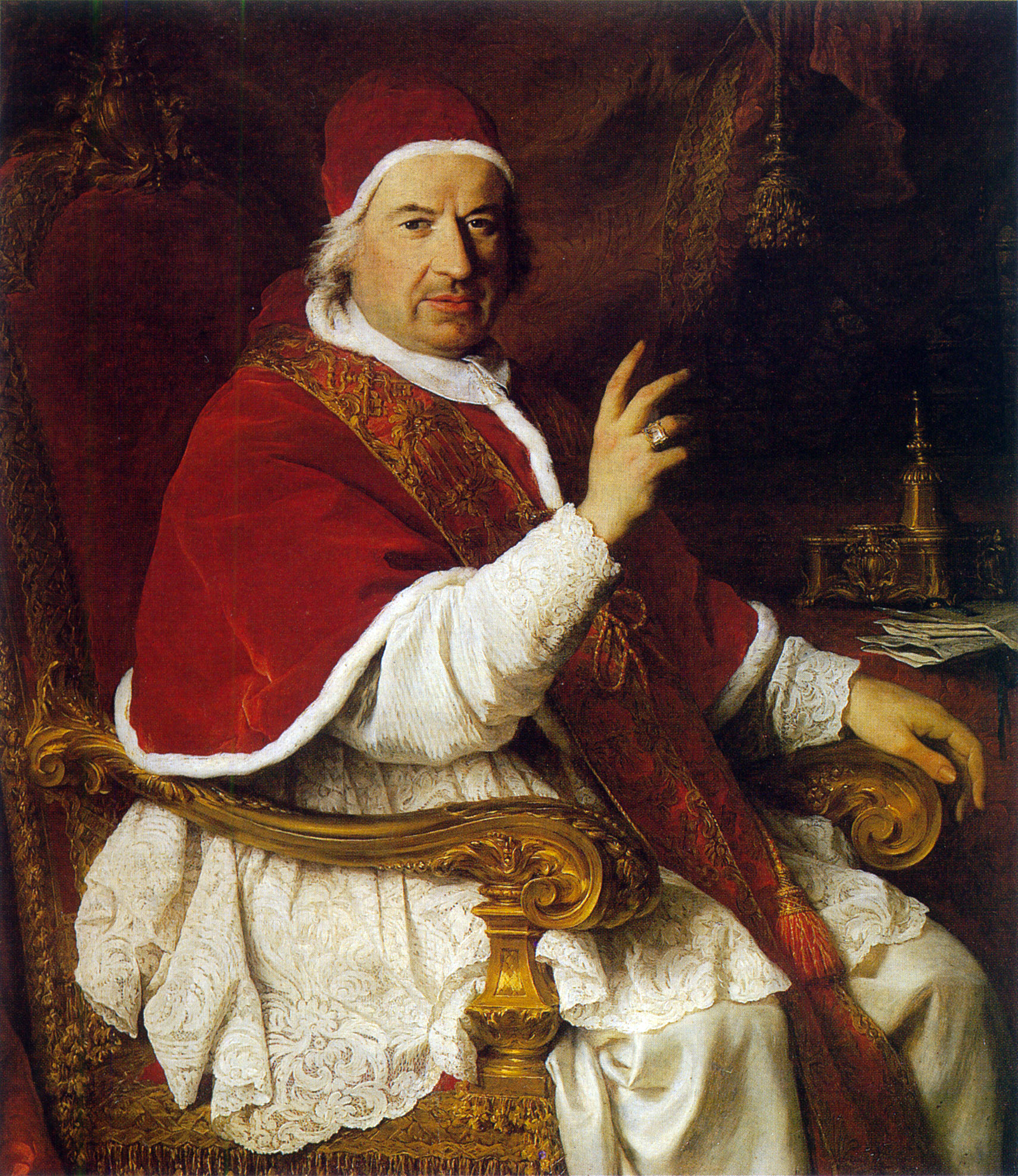
Benet XIV és considerat com a autor de la primera encíclica.

A l'Església Catòlica, una encíclica és una carta oficial del papa feta pública i per la que exerceix el seu magisteri ordinari. Antigament s'emprava també per a qualsevol carta que envia un bisbe, un ús que és vigent a l'Església Ortodoxa i la Comunió Anglicana. El mot prové de l'adjectiu grec ενκύκλιος, enkyklios, en llatí encyclius que significa circular, general.
Dins de l'Església Catòlica Romana, una encíclica (oficialment anomenada «carta encíclica») és la segona en importància després de les Constitucions Apostòliques. Hi ha diversos tipus d'encícliques en funció dels temes que tractin: encícliques doctrinals, exhortatòries o disciplinàries. El nom de les encícliques ve donat per les primeres paraules del seu text, en la llengua en què hagi estat redactada, que és sovint el llatí.
El papa Pius XII mantenia que les encícliques podien ser infal·libles:
«Ni pot afirmar-se que els ensenyaments de les encícliques no exigeixin de per si el nostre assentiment, pretextant que els Romans Pontífexs no exerceixen en elles la suprema majestat del seu magisteri. Doncs són ensenyaments del magisteri ordinari, per als quals valen també aquelles paraules: 'El que a vosaltres sent, a mi em sent.' (Lluc 10:16); i la major part de les vegades, el que es proposa i inculca a les encícliques pertany ja -per altres raons- al patrimoni de la doctrina catòlica. I si els Summes Pontífexs, a les seves constitucions, de propòsit pronuncien una sentència en matèria fins aquí disputada, és evident que, segons la intenció i voluntat dels mateixos Pontífexs, aquesta qüestió ja no es pot tenir com de lliure discussió entre els teòlegs.»

## Encícliques destacades
Pius IX
- Quanta Cura (1861), sobre la secularització en general i la proclamació del Regne d'Itàlia del 1861 en particular.

Lleó XIII
- Cum Multa (1882), sobre la situació política a Espanya i la inquietud de la possible separació de l'Església i l'Estat en la nova constitució
- Rerum Novarum (1891), sobre les condicions de les classes treballadores i els drets i deures del capital i els treballadors.

Pius X
- Pascendi Dominici Gregis (1907) que condemna l'epistemologia modernista i el sensualisme filosòfic.

Joan XXIII
- Mater et Magistra (1961) sobre el tema del cristianisme i progrés social, la dignitat humana, i el paper de l'Estat en qüestions de salut, educació i habitatge.
- Pacem in Terris (1963). Una crida a la pau, basada «en la veritat, la justícia, l'amor solidari i la llibertat, no pas en la força de les armes», la llibertat de religió i els valors democràtics.

Pau VI
- Populorum Progressio (1967), dedicada al desenvolupament dels pobles, a la cooperació entre aquests i al problema dels països en via de desenvolupament; el desequilibri entre els països rics i pobres.
- Humanae Vitae (1968) tracta la doctrina sobre la sexualitat, la procreació i la interdicció de la regulació artificial dels naixements.

Joan Pau II
- Laborem Exercens (1981), sobre la posició de l'església catòlica davant la qüestió social. Critica el socialisme i el liberalisme.